# Nacionalisme tàtar

Tatarstan, una república de la Federació Russa

El nacionalisme tàtar és el moviment que cerca una major autonomia o la independència per a Tatarstan (Rússia) i promou la protecció de la llengua i la cultura tàtar.

## Història

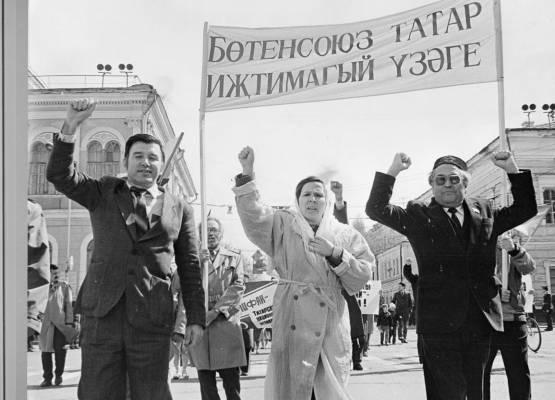
Manifestació independentista tàtar el 1991.

El nacionalisme tàtar té les seves arrels en el Jadidisme, el moviment reformista de l'islam. A principis del segle xx els tàtars van ser representats en la Duma de l'Imperi Rus pel partit Ittifaq al-Muslimin. Durant la revolució russa es va fer un intent fallit de crear l'estat independent de Idel Ural.
Al període d'entreguerres, el moviment nacionalista tàtar emigrant va ser dirigit per Ayaz Ishaki, qui va aconseguir organitzar grups independentistes a la diàspora tàtar a Europa, els EUA i Àsia, en particular a la Xina i el Japó. A la Unió Soviètica el comunista nacional i l'ideòleg de l'autonomia de Tatarstan Mirsaïd Sultan-Galiev va ser reprimit el 1928.
Durant la Segona Guerra Mundial la legió tàtar va ser formada pel Tercer Reich per lluitar contra les tropes soviètiques. Després de la guerra l'emigració política va ser encapçalada per Garip Sultan, un empleat de Radio Liberty.
Durant el col·lapse de la Unió Soviètica el nacionalisme tàtar va experimentar un període de renaixement. La sobirania de Tatarstan va ser proclamada i el referèndum d'independència va tenir lloc el 1992, amb el 61% vots a favor de la independència i el 80% de participació.
No obstant això, partits i organitzacions nacionalistes tàtars van perdre la seva influència a finals de la dècada de 1990. La prohibició de diversos partits regionals s'ha anat produint a la legislació russa des dels primers anys 2000. Rafis Kaixapov, el líder dels nacionalistes tàtars va ser empresonat en 2015 pel "separatisme". La crida pel seu alliberament va ser emesa per Amnistia Internacional.

## Banderes

Bandera d'Idel Ural
Bandera de Tatarstan
Bandera nacionalista tàtar